# Columbia (U-Boot)
Die Columbia, Navy-Bezeichnung: USS Columbia (SSN-771), ist ein Atom-U-Boot (SSN) der Los-Angeles-Klasse und das achte Schiff der United States Navy mit dem Namen Columbia. SSN-771 bekam ihren Namen zu Ehren der Städte Columbia in South Carolina, Missouri und Illinois.

## Geschichte
Der Bauauftrag ging an die Werft Electric Boat, einem Unternehmen von General Dynamics. Es handelt sich um das 33. und letzte von Electric Boat gefertigte Los-Angeles-U-Boot, dessen Kiellegung am 21. April 1993 stattfand. Das Schiff wurde von Hillary Clinton getauft und am 9. Oktober 1995 in Dienst gestellt.